# Барон Ри
Барон Ри (англ. Baron Rea) из Эскдейла в графстве Камберленд — наследственный титул в системе Пэрства Соединённого королевства. Он был создан 3 июня 1937 года для бизнесмена и либерального политика, сэра Уолтера Рассела Ри, 1-го баронета (1873—1948). Ранее он представлял в Палате общин Великобритании Скарборо (1906—1918), Северный Брадфорд (1923—1924) и Дьюсбери (1934—1935), а также занимал должность контролера королевского двора (1931—1932). 8 июля 1935 года для него уже был создан титул баронета из Эскдейла в графстве Камберленд. Его преемником стал его старший сын, Филипп Рассел Ри, 2-й барон Ри (1900—1981). Во время Второй мировой войны он служил в качестве личного штабного офицера бригадира Колина Габбинса, главы УСО, ключевой британской разведывательно-диверсионной службы. Лорд Ри занимал посты председателя Либеральной партии (1950—1952) и лидера Либеральной партии в Палате лордов (1955—1967). Его дочь, достопочтенная Энн Фелисити Ри (1923—1995), была женой ветерана УСО майора Малкольма Мюнте (1910—1995).
По состоянию на 2024 год носителем титула был племянник 2-го барона, Джон Николас Ри, 3-й барон Ри (род. 1928), который стал преемником своего дяди в 1981 году. Он является врачом. Лорд Ри является одним из девяноста избранных наследственных пэров, которые остались в Палате лордов после принятия Акта Палаты лордов 1999 года, где входит в состав лейбористской партии.
Рассел Ри (1846—1916), отец 1-го барона Ри, был также депутатом парламента от Глостера (1900—1910) и Саут-Шилдса (1910—1916), в 1909 году стал членом Тайного совета Великобритании. Скульптор Бетти Ри (1904—1965) была женой достопочтенной Джеймса Ри, младшего сына 1-го барона. Они были родителями 3-го барона Ри.

## Бароны Ри (1937)
- 1937—1948: Уолтер Рассел Ри, 1-й барон Ри (18 мая 1873 — 26 мая 1948), старший сын политика Рассела Ри (1846—1916) и Джейн Филиппы Мактаггер (ум. 1930)[1]
- 1948—1981: Филип Рассел Ри, 2-й барон Ри (7 февраля 1900 — 22 апреля 1981), старший сын предыдущего и Эвелин Мёрхэд (ум. 1930)[2]
- 1981—2020: (Джон) Николас Ри, 3-й барон Ри (6 июня 1928 — 1 июня 2020), старший сын Джеймса Рассела Ри (1902—1954) и Бетти Ри (1904—1965), племянник предыдущего[3]
- 2020 — настоящее время: Мэтью Джеймс Ри, 4-й барон Ри (род. 28 марта 1956), старший сын предыдущего и Элизабет Энн Робинсон[4]
  - Наследник титула: достопочтенный Иван Ри (род. 26 ноября 1991), единственный сын предыдущего и Дженни Хэслем[5].